# Рисмен, Дэвид
Дэ́вид Ри́смен (англ. David Riesman; 22 сентября 1909, Филадельфия, Пенсильвания — 10 мая 2002, Бингемтон, Нью-Йорк) — американский социолог и юрист.

## Биография
Рисмена назвали в честь отца Дэвидом. Рисмен-старший был известным врачом и профессором Военно-медицинской школы Пенсильвании.
Рисмен-младший не отставал от отца и уже в 1931 году получил степень доктора наук по биохимии. После чего Рисмен продолжил обучение в Гарвардской школе права. В 1934 году Рисмен стал профессором юриспруденции.
С 1934 по 1935 год Рисмен занимался юридической практикой в Бостоне.
С 1935 года Рисмен провёл четыре года в университете Юридической школы Буффало. В Буффало он опубликовал много статей о гражданских свободах. Главной темой его исследований в этот период была клевета, а значит и защита чести и достоинства.
К середине 1940-х годов статьи Рисмена были уже достаточно широко известны в юридических кругах.
Во время Второй мировой войны был окружным прокурором в Нью-Йорке.
После войны Рисмен стал преподавателем Чикагского университета, где он читал курс о культуре и индивидуальности.
В 1941 году работал в Колумбийском университете.
В 1946 году Д. Рисмен стал профессором социальных наук Чикагского университета и возглавил исследование по изучению массовых коммуникаций. В 1948 году начал работу над своей первой главной книгой «Одинокая толпа» (в соавторстве с Натаном Глейзером и Реуелем Денни). В качестве научного метода Рисмен использовал глубинные интервью и анализ СМИ. Это помогло ему описать изменения в характере американцев.
По результатам работы в 1950 году Рисмен издал книгу «Одинокая толпа». В «Одинокой толпе» Рисмен проанализировал влияние модернизации на сознание и поведение современного человека. Рисмен пришел к выводу о том, что в западном обществе произошел переход от активного («ориентированного изнутри») субъекта эпохи свободного предпринимательства к личности, «ориентированной извне», подчинённой бюрократической организации, поклоняющейся идолам потребления и развлечения.
В 1952 году была опубликована книга Рисмена и Глейзера «Лица в толпе», которая стала своеобразным продолжением «Одинокой толпы». Анализу творчества Т. Веблена посвящена третья большая работа Рисмена «Т. Веблен — Критическая интерпретация». В 1954 г. опубликован труд «Пересмотренный индивидуализм и другие очерки», где Рисмен рассмотрел проблемы одиночества современного человека как социальный феномен.
В 1980 году стал лауреатом Премии Алексиса Токвиля за гуманизм.

## Мнения
В разгар Холодной войны Рисман писал о противостоянии СССР и США
Если бы советские граждане узнали о том, как живется людям на Западе, они бы не стали терпеть руководство, которое дает им танки и шпионов вместо пылесосов и салонов красоты.
Оригинальный текст (англ.) If allowed to sample the riches of America, the Russian people would not long tolerate masters who gave them tanks and spies instead of vacuum-cleaners and beauty parlours.

## Основные работы
- «Гражданские права в переходный период» 1941
- «Демократия и диффамация». 1941
- «Одинокая толпа» 1950
- «Лица в толпе» 1952
- «Торстейн Веблен» 1953
- «Пересмотренный индивидуализм и другие очерки» 1954
- «Социальные проблемы и дезорганизация в сфере труда» 1961
- «Отказ для чего» 1965
- «Академическая революция» 1968